# Pero ceriata
Pero ceriata là một loài bướm đêm trong họ Geometridae.